# Arthrolycosidae
Famille
Les Arthrolycosidae sont une famille d'araignées fossiles.

## Distribution
Les espèces de cette famille ont été découvertes à Mazon Creek aux États-Unis et à Coseley en Angleterre. Elles datent du Carbonifère et du Permien.

## Description
L'aspect général de ces araignées rappelle celui des Lycosidae.

## Taxinomie
Cette famille est placée à la base des Araneae, après avoir été longtemps considérée comme des araignées mesotheles.

## Liste des genres
Selon The World Spider Catalog 19.5 :
- † Arthrolycosa Harger, 1874
- † Eocteniza Pocock, 1911

## Publication originale
- Fritsch, 1904 : Palaeozoische Arachniden. Prague, p. 1–85 (texte intégral).